# Mary Freeman-Grenville (12e Lady Kinloss)
Pour les articles homonymes, voir Freeman et Grenville.
Beatrice Mary Grenville Freeman-Grenville, 12e Lady Kinloss (18 août 1922 - 30 septembre 2012) est une pair britannique.

## Biographie
Elle est l'aînée des trois filles de Luis Chandos Francis Temple Morgan-Grenville et Katherine Beatrice MacKenzie Jackman, et fait ses études à la Ravenscroft School Eastbourne. Elle est l'héritière générale d'Edward Seymour, vicomte Beauchamp, fils unique de Catherine Grey.
Elle accède au titre de Lady Kinloss à la mort en 1944 de sa grand-mère, Mary Morgan-Grenville, 11e Lady Kinloss. Elle épouse Greville Stewart Parker Freeman (plus tard Freeman-Grenville) en 1950 ; ils ont un fils et deux filles :
- Bevil David Stewart Chandos Freeman-Grenville, maître de Kinloss (1953-2012); vraisemblablement nommé en l'honneur de son ancêtre Bevil Grenville
- Teresa Mary Nugent Freeman-Grenville, 13e Lady Kinloss (née en 1957)
- Hester Josephine Anne Freeman-Grenville (née en 1960), épouse Peter Haworth en 1984 et a trois fils[3].

Elle siège en tant que pair indépendant à la Chambre des lords depuis la mise en œuvre du Peerage Act 1963, qui autorise les femmes pairs à part entière à siéger à la Chambre, jusqu'à la mise en œuvre de la House of Lords Act 1999, qui supprime le droit des pairs héréditaires à siéger, sauf 92 d'entre eux. Elle siège au comité de la Chambre des Lords sur les Communautés européennes de 1990 à 1992. Elle échoue à se faire élire parmi les 92 pairs héréditaires retenus, se classant 38e sur 79 candidats pour 28 sièges réservés aux Crossbenchers.
La 12e Lady Kinloss est décédée le 30 septembre 2012. Elle est remplacée par sa fille, Teresa Freeman-Grenville, 13e Lady Kinloss.